# Фурнье, Марк (велогонщик)
Марк Фурнье (фр. Marc Fournier; род. 12 ноября 1994, Алансон, департамент Орн,Франция) — французский профессиональный шоссейный велогонщик, выступающий за команду Groupama-FDJ.

## Достижения
2011
- 3-й на Чемпионате Европы по трековым велогонкам среди юниоров в командной гонке преследования

2012
- 3-й на Чемпионате Франции по шоссейным велогонкам среди юниоров в групповой гонке

2013
- 2-й в генеральной классификации Букль-де-ля-Майенн (Boucles de la Mayenne)
- 1-й  — Чемпион Франции по трековым велогонкам (U-23) в гонке по очкам

2014
- 3-й на Чемпионате Европы по трековым велогонкам (U-23) в мэдисоне
- 3-й на Чемпионате Франции по трековым велогонкам (U-23) в гонке преследования
- 1-й  — Чемпион Франции по трековым велогонкам (U-23) в гонке по очкам
- 1-й  — Чемпион Франции по трековым велогонкам (U-23) в мэдисоне

2015
- 1-й на этапе 1 Le Triptyque des Monts et Châteaux - Frasnes(U-23)
- 1-й Schweighausen-sur-Moder (Prix des Vallons)
- 1-й  -Чемпион Европы по трековым велогонкам (U-23) в гонке преследования
- 2-й на Чемпионате Франции по шоссейным велогонкам (U-23) в индивидуальной гонке на время

2016
- 1-й   в генеральной и молодежной классификации на  Circuit Cycliste Sarthe
  - 1-й на этапе 1
- 3-й Дуо Норман вместе с Жоаном Ле Боном